# André Manaranche
André Manaranche (8 de gener de 1927, Chatou, França - 12 d'abril de 2020, Lilla, França) fou un sacerdot, teòleg i escriptor francès.

## Biografia
Nasqué al si d'una família camperola d'Alvèrnia que es traslladà als afores de París, Manaranche se sentí cridat al sacerdoci des del començament. Començà els estudis en un seminari a Versalles i fou ordenat el 29 de juny de 1951. Després fou enviat a l'Institut Catholique de París per fer els estudis superiors, i defensà una tesi titulada Communauté et société dans l'Église, inspirada en les obres d'Ernst Troeltsch.
El 1960, Manaranche ingressà al noviciat de la Companyia de Jesús a Saint-Martin-d'Ablois, i després obtingué la mestria en teologia a la Facultat de Fourvière, inspirant-lo a escriure Quel salut?. Aquest mateix any publicà Y a-t-il une éthique sociale-chrétienne ?. El treball qüestionà si hom podia entrar al Regne de Déu basant-se simplement en la moral. Això inspirà a Henri Desroche a escriure que això podria conduir a una societat no atea.
Després recorregué a la teologia dogmàtica i escapà de la cultura d'Europa occidental. Visqué a molts països africans de parla francesa, com Senegal, Níger, Benín, Burundi, Ruanda, Madagascar, Reunió, Maurici, Marroc i Algèria. Després tornà a França, al Seminari de Paray-le-Monial.
El 1986, Edmond Barbotin, assessor religiós francès de la Unió Internacional de Guies i Scouts d'Europa, confià a Manaranche la capellania dels Rover Scouts. Ajudà a la peregrinació anual a Vézelay, on assistí al Dia de Tots Sants. Ostentà aquest càrrec durant deu anys.
A causa de les seves obres religioses, el lingüista Beernard Pottier expressà la importància dels llibres de Manaranche.
André Manaranche morí el 12 d'abril de 2020 a Lilla a l'edat de 93 anys a causa del COVID-19 causat pel virus del SARS-CoV-2, durant la Pandèmia de COVID-19.

## Publicacions
- L'Homme dans hijo univers (1966)
- Prêtres à la manière des apôtres (1967)
- Je crois en Jésus-Cristo aujourd'hui (1968)
- Y Un-t-il une éthique sociale chrétienne ? (1969)
- Quel salut ? (1969)
- Franc-parler vierte notre temps (1970)
- Un chemin de liberté (1971)
- Dieu vivant et vrai (1972)
- L'Existencia chrétienne (1973)
- L'Esprit et la Femme (1974)
- Ceci est mon Cuerpo (1975)
- Celui qui vient (1976)
- L'Esprit de la loi (1977)
- Actitudes chrétiennes en politique (1978)
- Les Raisons de l'espérance (1979)
- Des noms Verter Dieu (1980)
- Le Prêtre, ce prophète (1982)
- Vierte nous les hommes, la Rédemption (1984)
- Le monothéisme chrétien (1985)
- Un Amor nommé Jésus (1986)
- Rue de l'Evangile (1987)
- Premiers pas dans l'amor (1988)
- En séparant le sable et l'eau… La création (1990)
- Adam, où es-tu ? (1991)
- J'aime mon Église (1992)
- Grâce à Dieu (1993)
- Vouloir et Anterior des prêtres (1994)
- Croyances ou Révélation (1996)
- Tiens la Ruta (1997)
- Questiones de Jeunes (1998)
- Jacques Sevin, une identité (1999)
- Déclin ou sursaut de la Foi (2002)
- Jacques Fesch. Du No-sens à la tendresse (2003)
- Dieu en Europa (2003)
- Prêtre. Genèse d'une réflexion (2009)
- Prefaci a Les yeux de la foi per Pierre Rousselot (2010)[7]